# Luzhai
Luzhai léase:Lu-zhái (chino simplificado: 鹿寨县; chino tradicional: 鹿寨縣; pinyin: Lùzhài Xiàn; Estándar Zhuang:   Luzcai Yen) es un condado bajo la administración directa de la ciudad de Liuzhou, Región Autónoma Zhuang de Guangxi, República Popular China, es bañada por el río Liu. Cubre una superficie de 3355 kilómetros cuadrados (1300 millas cuadradas) y tenía una población de 421 019 habitantes para 2010. 

## Divisiones administrativas
Liunan se divide en 9 pueblos que se administran en 4 poblados y 5 villas:
- Poblados:Lùzhài, Zhàishā, Píngshān y Zhōngdù
- Villas:Huáng miǎn, Lāgōu, Sìpái, Dǎojiāng y Jiāngkǒu